# Emericella sublata
Emericella sublata är en svampart som beskrevs av Y. Horie 1979. Emericella sublata ingår i släktet Emericella och familjen Trichocomaceae.   Inga underarter finns listade i Catalogue of Life.